# The Mad Doctor
The Mad Doctor è un film del 1941 diretto da Tim Whelan.
È un thriller poliziesco statunitense con Basil Rathbone, Ellen Drew e John Howard.

## Produzione
Il film, diretto da Tim Whelan su una sceneggiatura di Howard J. Green, Ben Hecht e Charles MacArthur, fu prodotto da George M. Arthur per la Paramount Pictures e girato nei Paramount Studios a Hollywood, Los Angeles, California, dal 22 gennaio a metà marzo 1940. I titoli di lavorazione furono  A Date with Destiny e  Destiny.

## Distribuzione
Il film fu distribuito negli Stati Uniti dal 14 febbraio 1941 al cinema dalla Paramount Pictures.
Altre distribuzioni:
- in Portogallo il 1º luglio 1941 (Em Face do Destino)
- in Finlandia il 9 giugno 1950 (Paholaisen syleily)
- nel Regno Unito (A Date with Destiny)

## Critica
Secondo Leonard Maltin il film "non è un horror ma un B-movie" di base interessante ma che mancherebbe il suo obiettivo.